# Friedrich Wilhelm Kirchner
Friedrich Wilhelm Kirchner (* 2. September 1861 in Holleben, Kreis Merseburg; † 3. Mai 1921 in Münster) war Landrat des Landkreises Alsfeld und Oberpräsidialrat in Westfalen.

## Leben
Nach dem Abitur und Militärdienst als Einjährig-Freiwilliger beim Füsilier-Regiment „General-Feldmarschall Graf Blumenthal“ (Magdeburgisches) Nr. 36 studierte Kirchner Rechtswissenschaften in Halle/Saale und Tübingen. Nach dem ersten juristischen Staatsexamen war er als Referendar bei den Bezirksregierungen Lüneburg und Merseburg beschäftigt. Als Regierungsassessor wurde er 1888 zur Hilfeleistung bei der Bezirksregierung Bromberg eingesetzt. Seine Wahl zum stellvertretenden Landrat des Kreises Alsfeld fiel auf den 10. Dezember 1890. Im folgenden Jahr zunächst kommissarischer Landrat, wurde Kirchner am 3. Februar 1892 definitiv Landrat. Drei Jahre später wechselte er zur Bezirksregierung Münster und leitete als Oberregierungsrat die Kirchen- und Schulabteilung. 1907 wurde er einstweilen zur aushilfsweisen Beschäftigung dem Oberpräsidium Münster zugewiesen und hier zum 1. November 1913 zum Oberpräsidialrat bestallt.
1912 war er stellvertretendes Mitglied des 
Provinzialrates und ab 1914 aktives Mitglied des Provinzialrates.
Kirchner war Geheimer Regierungsrat. Er verstarb während seines aktiven Dienstes.